# Blefarospazam
Blefarospazam je vrsta fokalne distonije koja se odlikuje naglim i nekontroliranim stiskanjem očnih kapaka, tako da pacijent ima problema sa spontanim otvaranjem očiju. Javlja se uglavnom u starijoj životnoj dobi i to najčešće obostrano, no ponekad može biti zahvaćena samo jedna strana. Točna priroda bolesti nije do kraja poznata, a napad može izazvati jako ili trepćuće svjetlo, vjetar, prašina i drugi iritirajući faktori.
Jačina i učestalost napada su različiti. U početku su smetnje blage i javljaju se rijetko u vidu nelagode, iritacije i treptanja. S vremenom one postaju izraženije, a osim stiskanja kapaka može se javiti i nekontrolirano stiskanje dijela lica ili čela (intermitentni blefarospazam). 

## Refleksni blefarospazam
Refleksni blefarospazam tonički je grč kružnog mišića oka (grč kapka) i nastaje nadraživanjem trigeminalnoga živca zbog različitih očnih bolesti. Kod ovakvog tipa blefarospazma kapci su trajno grčevito zatvoreni. Blefarospazam udružen sa suzenjem oka (epifora) i nepodnošenjem svjetlosti (fotofobija) predstavlja trijas iritativnih simptoma koji se javljaju kod upalnih promjena na spojnici (konjuktivitis), bolesti prednjeg segmenta oka (keratitis i sl).
Terapija je usmjerena na tretman bolesti koja je izazvala blefarospazam.

## Simptomatski blefarospazam
Simptomatski blefarospazam nastaje zbog nadražaja centralnih ili perifernih dijelova facijalnog živca i refleksnim putem zbog nadražaja oftalmičkog i optičkog živca. Uz grčevito zatvorene kapke, grčem mogu biti zahvaćeni drugi mišići lica inervirani ličnim živcem. Obično je riječ o kombinaciji toničkih i kloničnih grčeva. Simptomatski blefarospazam nastaje obično zbog procesa unutar lubanje (postencefalitički parkinsonizam, apscesi, tumori i dr).
Pomoć se sastoji u liječenju osnovne bolesti. Privremena poboljšanja mogu se postići injekcijama 50% alkohola u kružni mišić oka. Osim toga, koristi se i botulinski toksin tip A, koji djeluje na prijenos kemijskih impulsa u mišićima i tako ciljano i selektivno smanjuje njihovu aktivnost.
|  | Molimo pročitajte upozorenje o korištenju medicinskih informacija. Ne provodite liječenje bez savjetovanja s liječnikom! |